# Herpetotherium
L'erpetoterio (gen. Herpetotherium) è un marsupiale estinto simile a un opossum, vissuto tra l'Eocene inferiore e il Miocene inferiore (50 – 16 milioni di anni fa). I suoi resti sono stati ritrovati in Nordamerica.

## Classificazione
Questo animale era simile, per aspetto e dimensioni, agli attuali opossum. Alcune caratteristiche scheletriche, principalmente del cranio e delle zampe, hanno però indotto i paleontologi a ritenere che l'erpetoterio fosse ancor più primitivo degli attuali opossum. Sulla base di resti cranici ben conservati, gli studiosi ritengono che l'erpetoterio e i suoi stretti parenti non fossero nemmeno veri e propri marsupiali. Di questo animale sono note varie specie, tra cui la più conosciuta è Herpetotherium fugax, dell'Oligocene inferiore, mentre la più antica è H. knighti, dell'Eocene inferiore. Altri erpetoteridi vissero in Europa: in particolare, Amphiperatherium sopravvisse fino al Miocene medio.

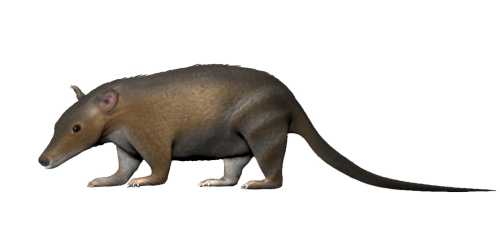
Ricostruzione di Herpetotherium

## Stile di vita
L'erpetoterio mostra particolari adattamenti nelle ossa delle zampe; questo animale, al contrario degli opossum odierni, sembrerebbe essere stato un quadrupede terricolo. Probabilmente si cibava di piccoli animali che trovava cacciando sul terreno. I marsupiali più antichi che si conoscano (Sinodelphys) possedevano già adattamenti alla vita arboricola; ciò suggerirebbe che numerose linee evolutive di metateri primitivi fossero già apparse nel Cretaceo inferiore, oppure che Sinodelphys stesso fosse già più evoluto di Herpetotherium.